# Vladimir Krstić
Vladimir Krstić (Osijek, 27. srpnja 1972.) je bivši hrvatski košarkaš i državni reprezentativac. Igrao je na mjestu organizatora igre. Visine je 184 cm. Igrao je u Euroligi sezone 1998./99, 1999/00 i 2004/05 za hrvatski klub Cibonu.
S Cibonom je osvojio Kup Krešimira Ćosića 1998./99..Prvenstvo Hrvatske 1998/99 i 1999/00.... 
Prvenstvo Francuske 2004 s Pau Orthezom
U Hrvatskoj je još igrao za Olimpiju iz Osijeka, KK Split, Zadar,  KK Zagreb i Cedevitu. U inozemstvu je igrao u španjolskoj Ligi ACB i u grčkoj. Igrao je za španjolski Menorca Bàsquet, njemački BBC Bayreuth, grčke Olympiju iz Larise i Egaleo iz Egalea, ukrajinski BK Kijiv, litavski BC Lietuvos Rytas, francuski Élan Béarnais Pau-Orthez, poljski WTK Anwil Włocławek, talijanski Pallacanestro Varese,